# 140mm kanón typu 3. roku
140mm kanón typu 3. roku japonského císařského námořnictva byl vyvinut počátkem druhého desetiletí 20. století a dočkal se nasazení i za druhé světové války. Jednalo se o lodní a pozemní kanón, který byl v jednohlavňovém i dvouhlavňovém uspořádání na lodích císařského námořnictva a v pozemních bateriích používán k palbě na pozemní a námořní cíle. Měl ráži 140 milimetrů, hlaveň délky 50 ráží (7000 mm) a používal dělený náboj. Na lodích se používal v manuálně, či elektro-hydraulicky poháněných lafetacích. Oficiální označení bylo původně 50kaliberní 5,5palcový kanón typu 3. roku (五十口径三年式五吋五砲 50-kókei 3-nenšiki 5-inči 5 hó) a roku 1917 bylo změněno na 50kaliberní 14cm kanón typu 3. roku (五十口径三年式十四糎砲 50-kókei 3-nenšiki 14-senči hó).

## Vývoj a nasazení
Počátkem 20. století mělo císařské námořnictvo ve výzbroji tři 152,4mm kanóny typu 41. roku: 40kaliberní, 45kaliberní a 50kaliberní. Ty se používaly v manuálně obsluhovaných lafetacích na křižnících a jako sekundární výzbroj i na bitevních lodích. Granáty do těchto kanónů vážily 45,36 kg, což se při manuálním nabíjení ukázalo jako příliš mnoho pro průměrného japonského námořníka: například u 40kaliberních 152,4mm kanónů klesla během bitvy u Cušimi při výcviku dosahovaná rychlost 12 výstřelů za minutu na pouhé 4 výstřely za minutu.
Proto byl 24. dubna 1914 přijat do výzbroje nový 140mm kanón typu 3. roku, který navrhl Čijokiči Hada. Ten měl nahradit výše zmiňované 152,4mm kanóny v roli lodního kanónu střední ráže.

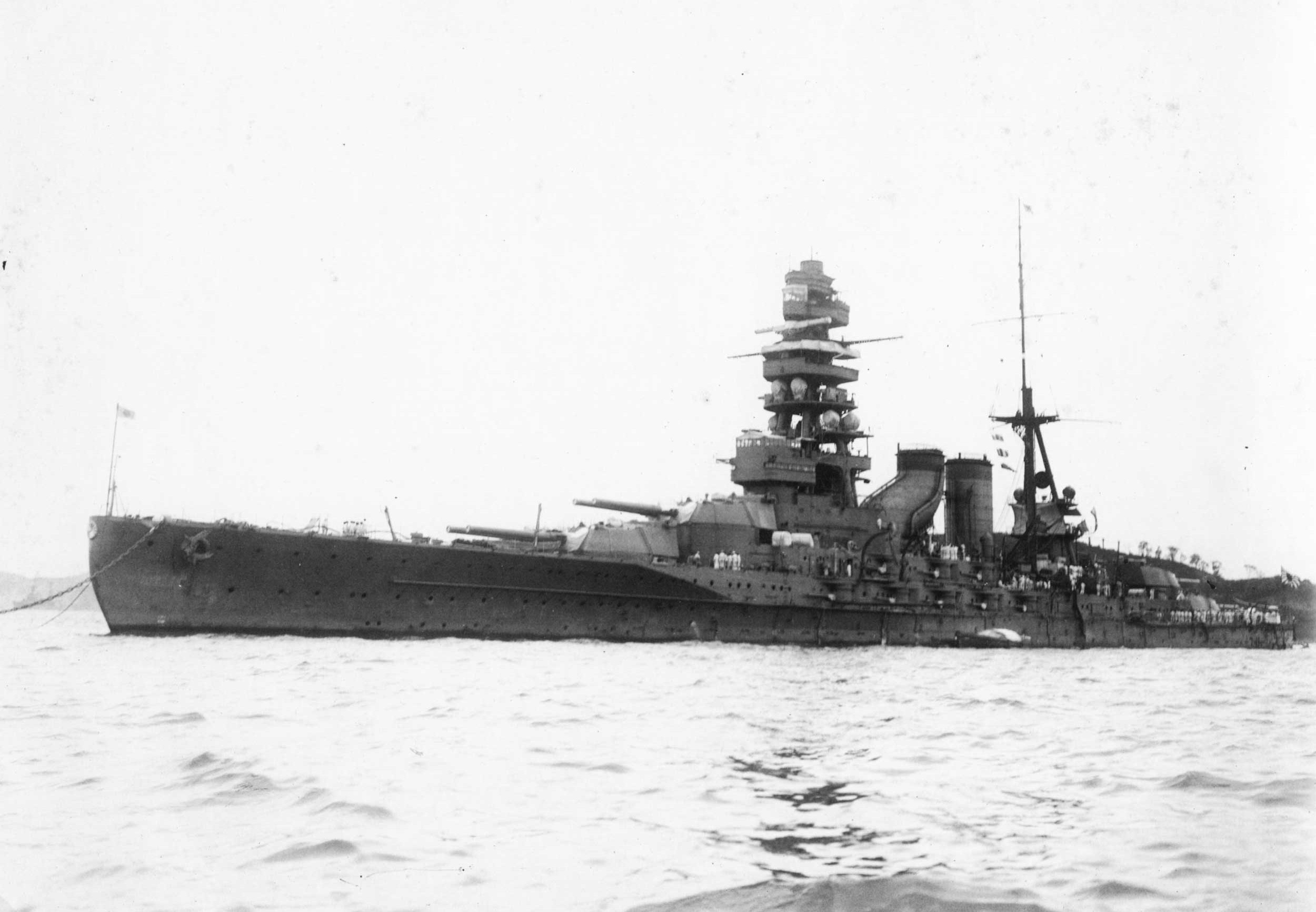
Bitevní loď Nagato v roce 1927. Na každém boku bylo deset 140mm kanónů umístěných v kasematech.

Jako sekundární výzbroj byl instalován v kasematech na bitevních lodích tříd Ise (20xI, od 1936 jenom 16xI a 1943 odstraněny úplně) a Nagato (20xI, od 1936 jenom 18xI). Počítalo se i s uplatněním 140mm kanónů v sekundární výzbroji bitevních lodí tříd Tosa (20xI), Kii (16xI) a bitevních křižníků tříd Amagi (16xI) a č. 13 (16xI), ale zrušení těchto projektů po washingtonské konferenci tomu zabránilo.
140mm kanóny tvořily hlavní výzbroj většiny japonských lehkých křižníků: třída Tenrjú 4xI, experimentální Júbari 2xII a 2xI a křižníky tříd Kuma, Nagara a Sendai po 7xI. Cvičné křižníky třídy Katori nesly 2xII. Rovněž se plánovalo použití 140mm kanónů v prvních návrzích japonských velkých průzkumných křižníků. Volba 140mm kanónů za hlavní výzbroj se ale ukázala být nevhodnou po londýnské konferenci, kdy byla maximální ráže pro lehké křižníky stanovena na 155mm. 155mm nebo 152,4mm kanóny se staly standardní výzbrojí lehkých křižníků a japonské křižníky se 140mm kanóny rychle zastaraly.
Nosič hydroplánů Niššin nesl na přídi 3xII a zásobovací lodě ponorek třídy Džingei nesly 2xII. Minonoska Icukušima nesla tři a minonoska Okinošima dva 140mm kanóny.
Pro případ zapojení do námořní bitvy nesla (až do roku 1942) čtyři 140mm kanóny i letadlová loď Hóšó. Pro vlastní obranu byly 140mm kanóny vybaveny i různé pomocné lodě, jako například tankery. Některé kanóny byly použity v pobřežních bateriích. Ve výzbroji císařského námořnictva se 140mm kanóny udržely až do konce druhé světové války.
140mm kanóny se dostaly i do výzbroje námořnictva Čínské republiky, kde tvořily hlavní výzbroj lehkých křižníků třídy Ning Chaj. Každá ze dvou jednotek této třídy nesla šest kanónů (3xII).
Nejméně jeden 140mm kanón byl vyzdvižen z vraku bitevní lodě Mucu a v současnosti je vystaven v Yamato museum v Kure.

## Popis

### Hlaveň
První kusy měly hlaveň zhotovenou plášťováním s drátěnou omotávkou, pozdější verze byly plášťované bez drátěné omotávky. Závěr byl šroubovací typu Welin, odklápěný doprava. Nábojová komora měla 23 dm3 a při výstřelu v ní vznikal tlak 2900 až 2910 kg/cm2.
Vývrt hlavně byl tvořen 42 drážkami 1,40 mm x 6,40 mm (hloubka x šířka). Pole mezi drážkami mělo šířku 4,07 mm. Drážkování bylo konstantní o délce 5968 mm a jeden závit měl hloubku 28 ráží (3920 mm). Životnost hlavně byla 500 až 600 výstřelů.
Dělo mohlo být nabíjeno při náměru až +20 ° a to manuálně.

### Munice
140mm kanóny typu 3. roku používaly těchto jedenáct druhů munice:
- Trhavý granát s čepicí (被冒通常弾 hibó cúdžódan, doslova „běžný granát s čepicí“) zavedený do výzbroje roku 1916. Vybavený dnovým zapalovačem typu 3 č. 1 nebo typu 13 č. 1 a plněný 2,0 kg výbušniny šimose. Tělo i špička byly kaštanově hnědé. Používal se do roku 1934.[1]
- Cvičný s čepicí (被冒型演習弾 hibó gata enšúdan) odvozený z trhavého granátu s čepicí, bez výbušniny. Rovněž kaštanově hnědé zbarvení.[1]
- Cvičný (演習弾 enšúdan) zavedený roku 1919. Bez výbušniny i bez zapalovače. Tělo černé a špička žlutá.[1]
- Osvětlovací granát (星弾 seidan) bez padáku, zavedený do výzbroje roku 1926. S 30s a 50s hlavovým zapalovačem. Šedomodré tělo a bílá špička. V roce 1938 byl přeznačen na osvětlovací granát A (照明弾甲 šómeidan kó).[1]
- Trhavý granát číslo 4 (4号通常弾 jon-gó cúdžódan, doslova „běžný granát číslo 4“) zavedený do výzbroje roku 1929. Vybavený hlavovým nárazovým zapalovačem typu 88 a plněný 2,86 kg výbušniny šimose. Tělo kaštanově hnědé, špička bílá. Od roku 1932 označení zkráceno na cúdžódan (通常弾). Používal se do roku 1940.[1]
- Trhavý granát s čepicí modifikace 1 a 2 (被冒通常弾改一 hibó cúdžódan kai-iči a 改二 kai-ni) zavedený do výzbroje roku 1934. Vybavený dnovým zapalovačem typu 13 č. 1 a plněný 2,0 kg výbušniny šimose. Tělo i špička byly kaštanově hnědé.[1]
- Trhavý granát typu 0 (零式通常弾 rei-šiki cúdžódan) zavedený do výzbroje roku 1940. Byl plněn 2,86 kg výbušniny šimose a vybaven hlavovým časovým zapalovačem typu 91 modifikace 1. To umožňovalo použít tento granát i pro střelbu na vzdušné cíle – předpokládal se ničivý účinek v okruhu přibližně 20 metrů. Vzhledem k absenci odpovídajících systémů řízení palby a malému náměru 140mm kanónů bylo ale protiletadlové použití značně omezené. Granáty měly kaštanově hnědé tělo a bílou špičku.[1]
- Trhavý granát typu 2 (二式通常弾 ni-šiki cúdžódan) zavedený do výzbroje roku 1942. Byl plněn 2,6 kg výbušniny šimose a vybaven dnovým zapalovačem typu 13 č. 1. Kaštanově hnědé tělo a bílá špička.[1]
- Osvětlovací granát B (照明弾乙 šómeidan ocu) s padákem. Existoval ve dvou variantách: B se dvěma osvětlovacími náplněmi, které se zažehly postupně, takže granát svítil déle a B1 s jednou, ale větší, náplní. Vybavený hlavovým časovým zapalovačem typu 91 modifikace 1. Tělo červené (jelikož se jednalo o granát se zapalovačem, je možné, že špička byla bílá).[1]
- Zápalný (焼夷弾 šóidan) zavedený na počátku druhé světové války a plněný směsí dusičnanu barnatého (30 %), oxidu železitého (25 %), hliníku (20 %), Elektronu (10 %), gumy (14,3 %), síry (0,5 %) a kyseliny stearové (0,2 %). Vybavený hlavovým časovým zapalovačem typu 91 modifikace 1. Tělo červené (jelikož se jednalo o granát se zapalovačem, je možné, že špička byla bílá).[13]
- Protiponorkový s plochou špičkou z roku 1943.[2]

### Lafetace

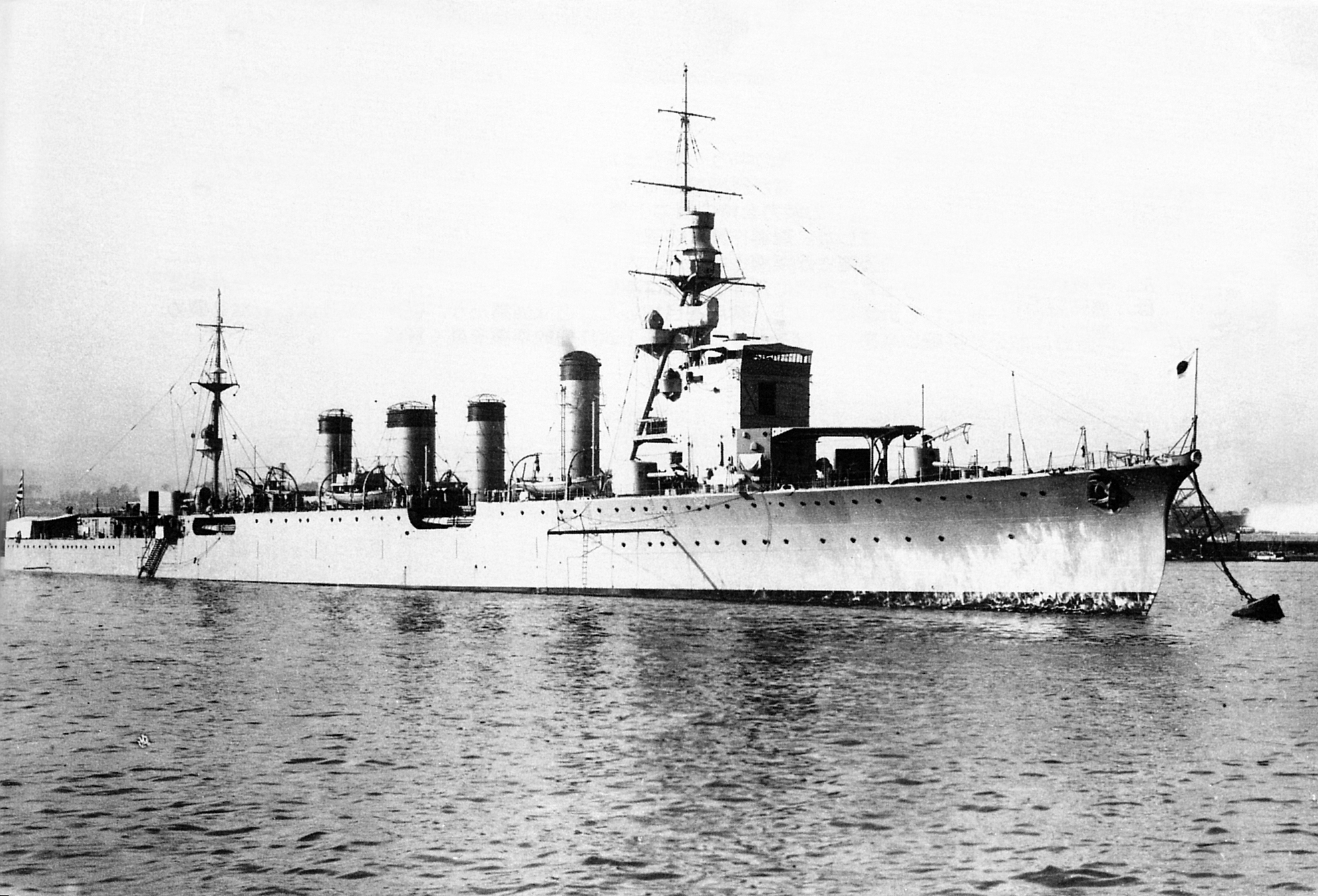
Lehký křižník Naka vyzbrojený sedmi 140mm kanóny v jednohlavňových polouzavřených lafetacích: dvě na přídi (lafetace č. 2 otočená dozadu), dvě po stranách můstku a tři na zádi v ose plavidla.

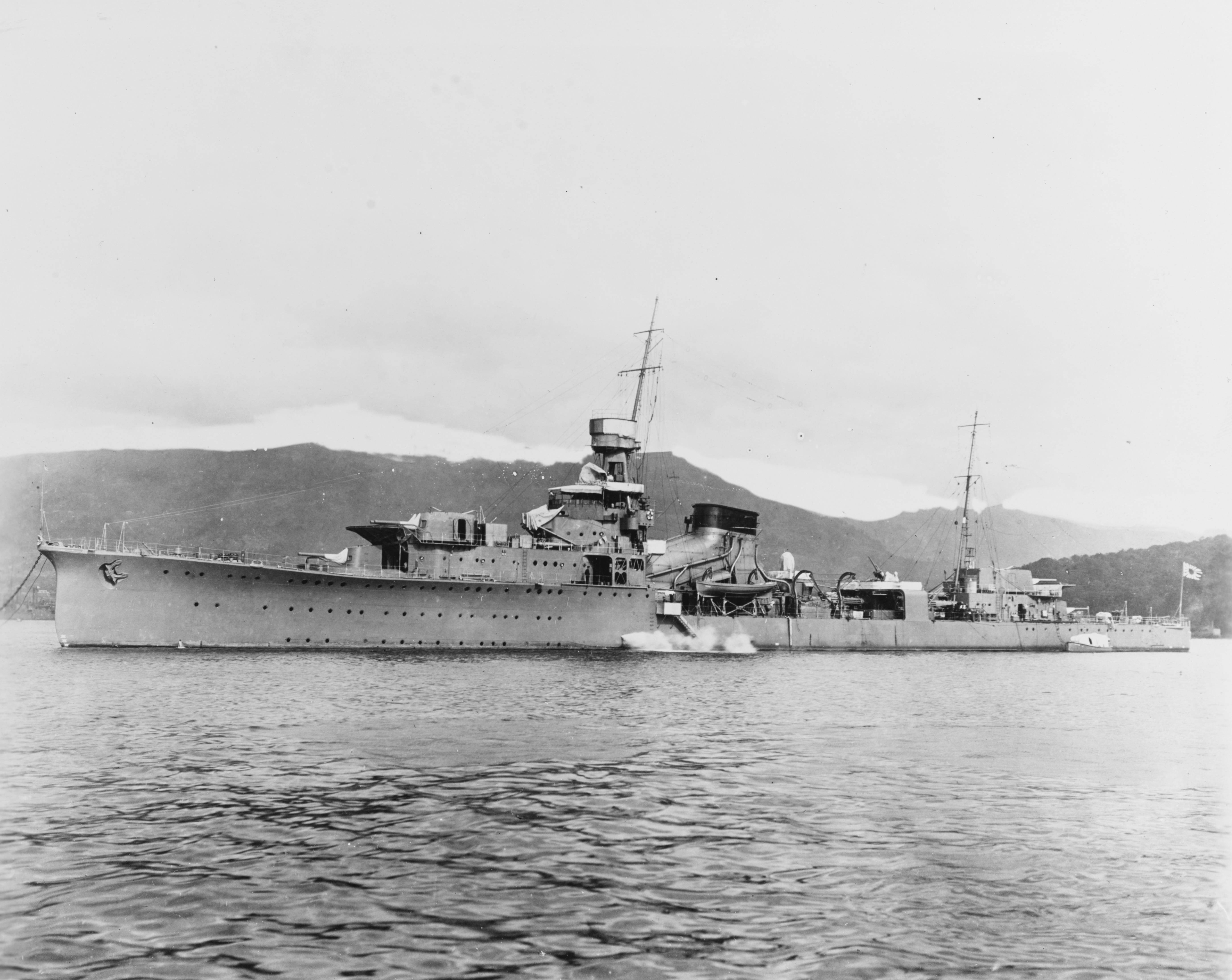
Lehký křižník Júbari vyzbrojený celkem šesti 140mm kanóny: na přídi a zádi po jedné jednohlavňové lafetaci na palubě a nad nimi dvouhlavňové lafetace modelu A

140mm kanóny typu 3. roku se používaly v jedno- a dvouhlavňových lafetacích:
- Jednohlavňová kasematová lafetace byla použita pro sekundární výzbroj japonských bitevních lodí a projektovaných bitevních křižníků. Náměr i odměr byly měněny manuálně.[2]
- Jednohlavňová lafetace pro umístění na palubě byla vybavena polouzavřeným ochranným štítem. Náměr a odměr byly měněny manuálně rychlostí až 8 °/s.[1][2]
- Dvouhlavňová lafetace typu A byla vyvinuta pro projektované japonské průzkumné křižníky. Uzavřená lafetace o délce 5,5 m (bez hlavní), šířce 3,4 m a výšce 2,46 m kryla obsluhu 10mm pláty z vysokotažné oceli. Děla měla náměr až 30 °. Změnu náměru (max. 6 °/s) i odměru (max. 4 °/s) zajišťovaly elektromotory s možností nouzového manuálního ovládání. Pod lafetací se nacházela manipulační komora, ze které vedly zdviže pro dopravu granátů a prachových náloží k dělům. Do manipulační komory byly granáty a prachové nálože přenášeny manuálně od vyústění dalších zdviží, které vně manipulační komory dopravovaly granáty a nálože z muničních skladů u dna lodí. Tato lafetace byla použita na křižníku Júbari, mateřských lodích ponorek třídy Džingei a minonosce Okinošima.[14]
- Dvouhlavňová lafetace typu A2 vycházela z typu A a měla maximální náměr 35 °. Byla použita na nosiči hydroplánů Niššin a křižnících třídy Katori.[14]

### Systém řízení palby
Japonské lehké křižníky používaly k řízení palby 140mm kanónů typu 3. roku metodu centrálního řízení palby „sleduj zaměřovač“ (cuibi haššin, follow the pointer) založenou na zaměřovači typu 13 a sokutekiban typu 13. Později byl na některých lodích instalován zaměřovač typu 94.

## Nástupci
Na hladinových plavidlech se ve své ráži 140mm kanón typu 3. roku nástupce nedočkal. Pro ponorky byl ale vyvinut 140mm kanón typu 11. roku. Pozdější japonské lehké křižníky nesly hlavní baterii založenou na 155mm kanónech typu 3. roku, či byly dokonce znovupoužity 50kaliberní 152,4mm kanóny typu 41. roku.